# Pipetta

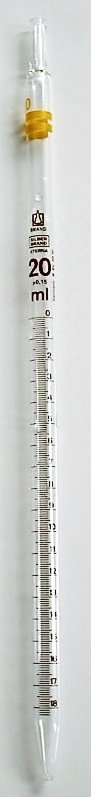
Pipetta

A pipetta egy laboratóriumi üvegedény, mellyel meghatározott térfogatokat tudunk mérni.
A szó a francia nyelvből származik: pipette csövecskét, pipácskát jelent.

## Használata és változatai
A pipettákat leggyakrabban a kémiában, a molekuláris biológiai kutatásokban és fiziológiai vizsgálatokban használjuk. A pipetták igen sok formában fordulnak elő, felhasználásuk is különféle lehet, különböző a torzítatlanságuk és precizitásuk is. A pipetták működése egyszerű: a vizsgált folyadékba mártjuk a pipetta egyik végét. A másik végén szívó erővel hatunk, amelynek hatására a pipettába szívjuk a kívánt folyadékot. A pipetta mindig tartalmaz jelzést, ameddig a folyadékot felszívva a pipettában található folyadék a megfelelő térfogatú lesz.
Az 1-1000 μl térfogatú pipettákat mikropipettáknak nevezzük, míg a klasszikus makropipetták ennél nagyobb folyadékok kimérésére alkalmasak.

## Fordítás
Ez a szócikk részben vagy egészben  a   Pipette című angol Wikipédia-szócikk ezen változatának fordításán alapul.  Az eredeti cikk szerkesztőit annak laptörténete sorolja fel. Ez a jelzés csupán a megfogalmazás eredetét és a szerzői jogokat jelzi, nem szolgál a cikkben szereplő információk forrásmegjelöléseként.